# Le Grand Détournement
Pour le livre, voir Fatiha Agag-Boudjahlat#Le grand détournement.
Pour plus de détails, voir Fiche technique et Distribution.
Le Grand Détournement regroupe trois téléfilms français, écrits et réalisés par Michel Hazanavicius et Dominique Mézerette, diffusé entre 1992 et le 31 décembre 1993 sur Canal+.

## Origines
Tout commence lorsque Michel Denisot, à l'occasion de son émission Télés Dimanche, lance la première Journée de la télé. Il donne carte blanche à toutes les sociétés de productions audiovisuelles françaises pour proposer un programme de 13 minutes maximum traitant de télévision. 40 sociétés répondront présentes. C'est ainsi que Michel Hazanavicius via la société Dune proposera son premier « détournement » diffusé dans le cadre de La Journée de la télé (ou Dimanche télé) le 6 septembre 1992 sur Canal+.
Ces téléfilms sont composés d'extraits de séries, de films et des cartoons de Warner Bros. réalisés entre 1952 et 1980, ainsi que d'extraits de séries télévisées françaises Maigret, Navarro, américaines Starsky et Hutch, ou allemandes Derrick ; montés et doublés afin de créer un film inédit.